# Fri kunskap
Fri kunskap är kunskap som kan tillgodogöras, tolkas och användas fritt. Den kan omformuleras efter behov och delas med andra. Termen kopplas till rörelsen för fri kunskap som har influerats av rörelsen för fri programvara, det framgångsrika samarbetet vid utveckling av fri programvara samt en övertygelse om att kunskap generellt bör vara tillgänglig och kunna delas utan restriktioner.
Fri kunskap är kunskap som har släppts utan förbehåll på ett sådant sätt den är fri att läsa, lyssna till, se eller på annat sätt uppleva den. Vem som helst ska kunna lära sig av den, kopiera den, bearbeta och använda den för vilket syfte som helst och dela med sig av den under oförändrade villkor. I en definition starkt influerad av Free Software Foundations definition av fri programvara, är kunskap fri om varje individ kan
(0) använda materialet eller verket för vilket ändamål som helst
(1) studera hur materialet är uppbyggt, för att kunna förändra och anpassa det till sina egna behov
(2) tillverka och sprida kopior av hela eller delar av ett material eller verk
(3) utöka materialet, och kunna sprida detta enligt ovan
Friheterna nummer 1 och tre kräver, i de fall kunskapen distribueras digitalt, fria filformat och fri mjukvara.